# Шебба (округ)
Шебба (араб. معتمدية الشابة) — округ в Тунісі. Входить до складу вілаєту Махдія. Центр округу — м. Шебба. Станом на 2004 рік загальна чисельність населення становила 23334 особи.